# Inspector Morse

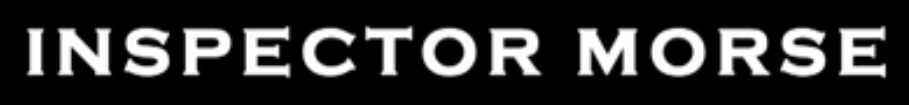
Logotipo de Inspector Morse.

Inspector Morse é uma série de televisão britânica baseada em uma série de romances de Colin Dexter. Foi estrelada por John Thaw como Inspetor Chefe Morse e Kevin Whately como o Sargento Lewis. A série de 33 episódios foi produzida entre 1987 e 2000. Em 2000, a série ficou em 42º lugar na lista dos "100 melhores programas britânicos de televisão" compilados pelo British Film Institute.

## Sinopse
O Inspetor Morse gosta de viver bem: ópera, carros caros e cerveja requintada. No entanto, ele também gosta de lutar contra o mal. Ele e seu parceiro, sargento Lewis, resolvem os crimes cometidos nas proximidades da Universidade de Oxford.

## Elenco
Personagens principais:
- John Thaw como detetive inspetor (mais tarde DCI) Endeavor Morse
- Kevin Whately como o sargento detetive Robbie Lewis
- James Grout como Superintendente Chefe Estranho

Outros personagens recorrentes:
- Peter Woodthorpe como Dr. Max DeBryn (patologista) nas temporadas 1–2
- Amanda Hillwood como Dr Grayling Russell (patologista) na temporada 3
- Clare Holman como Dr Laura Hobson (patologista) no especial